# Patissa fuscipunctalis
Patissa fuscipunctalis là một loài bướm đêm trong họ Crambidae.